# Västerviks skeppskompani

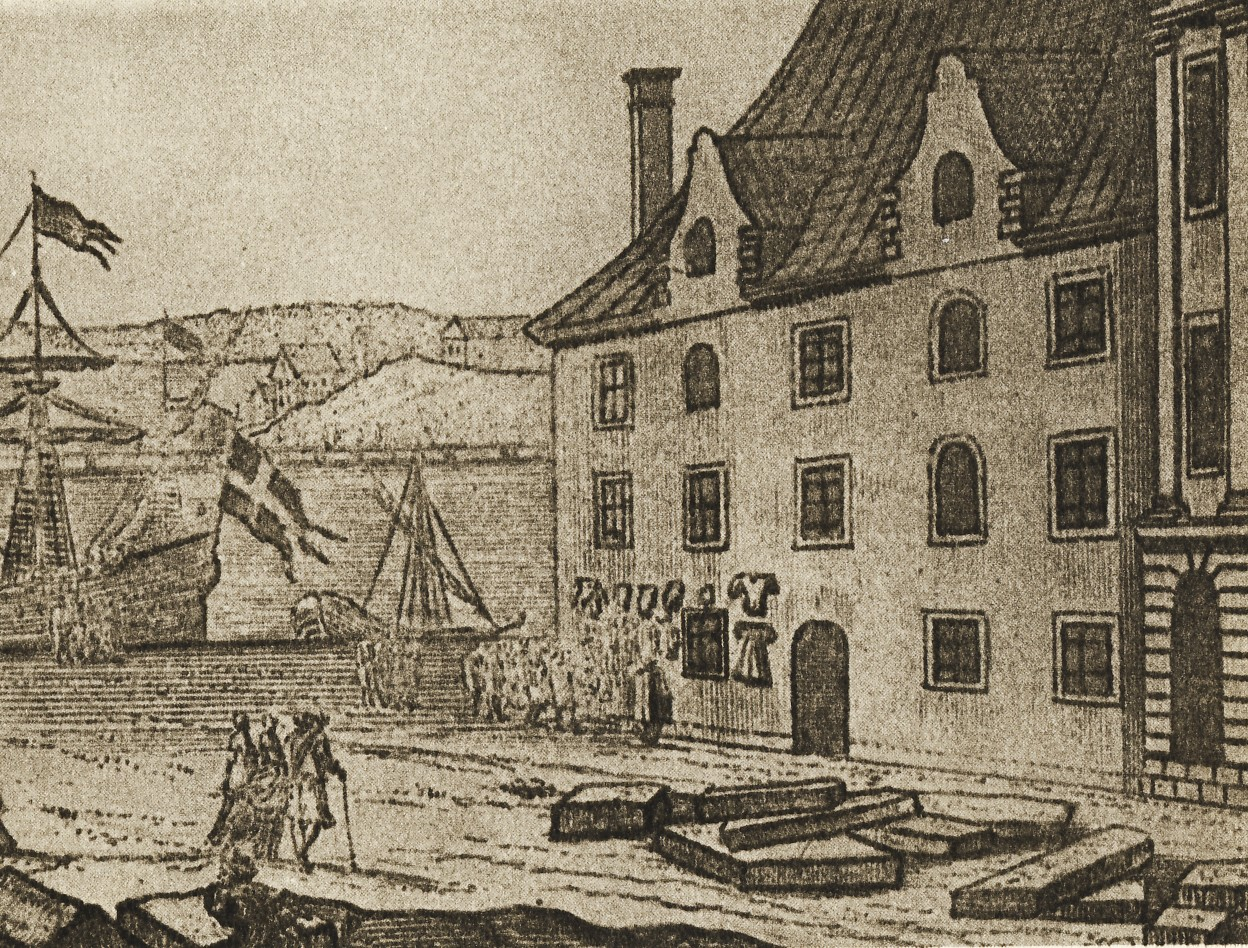
Stora Saltkompaniets packhus vid Slottsbacken i Gamla stan i Stockholm i slutet av 1600-talet

Västerviks skeppskompani var ett rederi som bildades år 1646 och upphörde 1680, som mest sysslade med saltimport från Portugal. Kompaniet, som även kallades Stora saltkompaniet  var hemmahörande i nuvarande Gamla Stan i Stockholm, men skeppen byggdes i Västervik och det var en tid Sveriges största skeppsredare.. 
År 1666 hade rederiet en fartygskapacitet på 2 700 skeppsläst. Utöver import av salt från Portugal och ibland från Frankrike importerades även vin från Rouen. Detta skedde då med rederiets mindre fartyg, (bojorter), eftersom Rouens hamn var för grund för de större skeppen. Frakten på utresan bestod oftast av beck och tjära, ofta med järn som barlast. Som för många andra rederier vid denna tid hyrdes även fartyg ut till staten för krigstjänst, bland annat vid Karl X Gustavs andra danska krig 1658-1660 där minst tre av rederiets fartyg (Småland, Östergötland och Leoparden) gjorde tjänst.
En av delägarna i företaget var Maria Sofia De la Gardie som var en av dåtidens största företagare i Sverige. Andra tidiga delägare var Axel Oxenstierna, amiral Erik Ryning, Joachim Lillienhoff, Louis De Geer samt köpmannen Jakob Momma, som senare adlades som Jakob Reenstierna.
I och med Jakob Momma-Reenstiernas inträde som delägare och meddirektör 1665 blev det oenighet mellan ägarna, och företaget delades 1666. Bland de som utträdde var Maria Sofia De La Gardie och arvingarna efter Louis De Geer.
I Stockholm köpte Västerviks skeppskompani 1647 en tomt i kvarteret Aeolus, söder om Slottsbacken med adress Skeppsbron 2 och uppförde där ett packhus för sin verksamhet. Här hade företaget magasin och kontor. Packhuset var granne till Flemingska palatset  och kallades Saltkompaniets hus.  Företagets verksamhet (bland annat saltimport) gav även namn till gränden som begränsade tomten mot syd; Saltkompaniegränden. År 1868 revs Saltkompaniets hus för att ge plats åt Stockholms telegrafstation och 1876 döptes Saltkompaniegränden om i Telegrafgränd.